# Vrućina gradskog asfalta
Vrućina gradskog asfalta, drugi je studijski album zagrebačkog sastava Tram 11. Producenti albuma su Koolade, Dash i Baby Dooks. Na albumu se pojavljuju umjetnici Ivana Husar, Prva Petorka, Ivana Kindl, XL, Renman, Stupni i Bolesna Braća.

## Popis pjesama
| R. b. | Naslov                     | Gostovanja                 | Producenti | Trajanje |
| ----- | -------------------------- | -------------------------- | ---------- | -------- |
| 1.    | "Intro"                    |                            |            | 0:11     |
| 2.    | "Prvo i osnovno"           |                            | Dash       | 3:56     |
| 3.    | "Skit 1"                   |                            |            | 0:15     |
| 4.    | "Nisi pazio"               |                            | Koolade    | 4:25     |
| 5.    | "Politiziranje"            | Prva Petorka               | Koolade    | 4:24     |
| 6.    | "A vi svi"                 |                            | Koolade    | 4:57     |
| 7.    | "Skit 2"                   |                            |            | 0:04     |
| 8.    | "Zlo i naopako"            |                            | Koolade    | 4:04     |
| 9.    | "Vrućina gradskog asfalta" |                            | Koolade    | 4:47     |
| 10.   | "Nit života"               | Stupni                     | Koolade    | 4:33     |
| 11.   | "Crni dani"                |                            | Koolade    | 5:27     |
| 12.   | "Za 10 godina"             | Ivana Husar                | Koolade    | 4:47     |
| 13.   | "Ljubomora je kurva"       | XL                         | Koolade    | 4:27     |
| 14.   | "Skit 3"                   |                            |            | 0:25     |
| 15.   | "Samizam"                  | Ink, Ivana Husar           | Koolade    | 4:27     |
| 16.   | "I malu i staru"           | Bolesna Braća, Ivana Kindl | Baby Dooks | 5:11     |
| 17.   | "Rokalice"                 | Baby Dooks                 | Baby Dooks | 3:53     |
| 18.   | "Samo kod nas"             | Čola                       | Dash       | 4:25     |
| 19.   | "Eto šta ima"              | Baby Dooks                 | Koolade    | 3:39     |
| 20.   | "Ti čašpri iskrivljeno"    | Renman                     | Koolade    | 3:48     |
| 21.   | "Jedno"                    |                            | Koolade    | 5:10     |